# Footwork FA13
Footwork FA13 — гоночный автомобиль команды Формулы-1 Footwork, построенный под руководством Алана Дженкинса для участия в гонках Чемпионата мира сезона 1992 года.

## История

Микеле Альборето управляет Footwork Mugen-Honda FA13 на Гран-при Бельгии 1992 года

Шасси FA13 было переделанной под руководством Алана Дженкинса (главного конструктора Footwork) версией прошлогоднего автомобиля.
В 1992 году гонщиком Footwork стал Агури Судзуки; появление японского гонщика в составе команды помогло последней получить моторы Honda, конструкция которых была аналогична тем, что использовала McLaren в 1989 и 1990 гг., а впоследствии также считавшийся довольно тяжелым Mugen-Honda, который Tyrrell использовала в 1991.
На FA13 была установлена полуавтоматическая коробка передач, передачи переключались секвентально. Устройство переключения было реализовано следующим образом: рычаг перемещался гонщиком в верхнее или нижнее положение, в зависимости от выбранной передачи, а специальный пружинный механизм возвращал его в промежуточное положение. Меньший рычаг использовался для включения задней передачи.
Автомобиль оказался очень надежным: за рулем FA13 Микеле Альборето финишировал почти во всех Гран-при сезона, проехав в общей сложности 4281 км., и стал по этому показателю лучшим гонщиком в сезоне. Альборето четырежды финишировал в очковой зоне: дважды гонщик занимал пятое место (Испания и Имола) и дважды - шестое (Бразилия, Португалия). Также Альборето шесть раз занимал 7 место, в шаге от очковой зоны. По окончании сезона, все 6 очков, заработанных Footwork, оказались на счету Альборето, Судзуки ни разу по ходу сезона не финишировал в очковой зоне.
К сезону 1993 года команда купила у McLaren конструкцию активной подвески, которой оснастили новую модель FA14. Она появилась на третьем этапе сезона, а в первых двух гонках гонщиками команды использовалась модернизированная версия шасси FA13B.

## Результаты в чемпионате мира Формулы-1
| Год  | Шасси                             | Двигатель                     | Шины | Пилоты    | 1    | 2    | 3    | 4   | 5   | 6   | 7   | 8    | 9   | 10   | 11   | 12   | 13   | 14  | 15  | 16   | Место | Очки |   |
| ---- | --------------------------------- | ----------------------------- | ---- | --------- | ---- | ---- | ---- | --- | --- | --- | --- | ---- | --- | ---- | ---- | ---- | ---- | --- | --- | ---- | ----- | ---- | - |
| 1992 | Footwork Grand Prix International | Mugen-Honda MF-351H V10, 3,5  | G    |           |      | ЮАР  | МЕК  | БРА | ИСП | САН | МОН | КАН  | ФРА | ВЕЛ  | ГЕР  | ВЕН  | БЕЛ  | ИТА | ПОР | ЯПО  | АВС   | 7    | 6 |
| 1992 | Footwork Grand Prix International | Mugen-Honda MF-351H V10, 3,5  | G    | Альборето | 10   | 13   | 6    | 5   | 5   | 7   | 7   | 7    | 7   | 9    | 7    | Сход | 7    | 6   | 15  | Сход |       | 7    | 6 |
| 1992 | Footwork Grand Prix International | Mugen-Honda MF-351H V10, 3,5  | G    | Судзуки   | 8    | НКВ  | Сход | 7   | 10  | 11  | НКВ | Сход | 12  | Сход | Сход | 9    | Сход | 10  | 8   | 8    |       | 7    | 6 |
| 1993 | Footwork Mugen Honda              | Mugen-Honda MF-351HB V10, 3,5 | G    |           |      | ЮАР  | БРА  | ЕВР | САН | ИСП | МОН | КАН  | ФРА | ВЕЛ  | ГЕР  | ВЕН  | БЕЛ  | ИТА | ПОР | ЯПО  | АВС   | 9    | 4 |
| 1993 | Footwork Mugen Honda              | Mugen-Honda MF-351HB V10, 3,5 | G    | Уорик     | Сход | 9    |      |     |     |     |     |      |     |      |      |      |      |     |     |      |       | 9    | 4 |
| 1993 | Footwork Mugen Honda              | Mugen-Honda MF-351HB V10, 3,5 | G    | Судзуки   | Сход | Сход |      |     |     |     |     |      |     |      |      |      |      |     |     |      |       | 9    | 4 |

| Легенда к таблице |                                                                    |
| --- | ------------------------------------------------------------------ |
| В таблице перечислены результаты всех Гран-при Формулы-1, в которых использовался автомобиль. Строками таблицы являются сезоны, столбцами — этапы чемпионата мира. В каждой клетке указаны сокращённое название этапа и результат, дополнительно обозначенный цветом. Расшифровка обозначений и цветов представлена в нижеследующей таблице. |                                                                    |
| \| Пример \| Описание \| \| ------------ \| ------------------------------------------------------------------ \| \| 1 \| Победитель \| \| 2 \| Второе место \| \| 3 \| Третье место \| \| 5 \| Финишировал, заработав очки \| \| Сход \| Не финишировал, но при этом заработал очки \| \| 12 \| Финишировал, не получив очков \| \| НКЛ \| Финишировал, но не попал в финальную классификацию \| \| 15 \| Участвовал вне зачёта, либо по отдельной классификации \| \| 18 \| Не финишировал, но попал в финальную классификацию \| \| Сход \| Не финишировал \| \| НКВ \| Не прошёл квалификацию \| \| НПКВ \| Не прошёл предквалификацию \| \| ДСК \| Дисквалифицирован \| \| ИСК \| Исключён из протокола соревнований \| \| ТТ \| Заявлен для участия только в тренировках \| \| НС \| Участвовал в квалификации, но не стартовал в гонке \| \| Т \| Травмирован или болен \| \| ОТК \| Отказ от участия \| \| НТР \| Прибыл на соревнования, но на трассу не выезжал \| \| НПР \| Был заявлен в числе участников, но не прибыл к началу соревнований \| \| О \| Соревнования отменены \| \| \| Не участвовал \| \| Поул-позиция \| \| \| Быстрый круг \| \| |                                                                    |
| Пример | Описание                                                           |
| 1 | Победитель                                                         |
| 2 | Второе место                                                       |
| 3 | Третье место                                                       |
| 5 | Финишировал, заработав очки                                        |
| Сход | Не финишировал, но при этом заработал очки                         |
| 12 | Финишировал, не получив очков                                      |
| НКЛ | Финишировал, но не попал в финальную классификацию                 |
| 15 | Участвовал вне зачёта, либо по отдельной классификации             |
| 18 | Не финишировал, но попал в финальную классификацию                 |
| Сход | Не финишировал                                                     |
| НКВ | Не прошёл квалификацию                                             |
| НПКВ | Не прошёл предквалификацию                                         |
| ДСК | Дисквалифицирован                                                  |
| ИСК | Исключён из протокола соревнований                                 |
| ТТ | Заявлен для участия только в тренировках                           |
| НС | Участвовал в квалификации, но не стартовал в гонке                 |
| Т | Травмирован или болен                                              |
| ОТК | Отказ от участия                                                   |
| НТР | Прибыл на соревнования, но на трассу не выезжал                    |
| НПР | Был заявлен в числе участников, но не прибыл к началу соревнований |
| О | Соревнования отменены                                              |
| | Не участвовал                                                      |
| Поул-позиция |                                                                    |
| Быстрый круг |                                                                    |